# Cèl·lula Vero
Les cèl·lules Vero són un llinatge de cèl·lules usades en cultius cel·lulars. El llinatge "Vero" es va aïllar de les cèl·lules epitelials dels ronyons extretes de la mona verda (Chlorocebus sp.; abans anomenat Cercopithecus aethiops, aquest grup de micos s'ha dividit en diverses espècies diferents). El llinatge va ser desenvolupat el 27 de març de 1962 per Yasumura i Kawakita a la Universitat de Chiba (Chiba, Japó). La línia cel·lular original es va anomenar "Vero" per la combinació de dos termes en esperanto verda reno, que volen dir "ronyó verd", tenint en compte que l'acrònim resultant, vero, significa "veritat" en esperanto.